# Aire-sur-la-Lys
Aire-sur-la-Lys (en neerlandès Ariën-aan-de-Leie) és un municipi francès situat al departament del Pas de Calais i a la regió dels Alts de França. L'any 2007 tenia 9.645 habitants.

## Demografia

### Població
El 2007 la població de fet d'Aire-sur-la-Lys era de 9.645 persones. Hi havia 3.730 famílies de les quals 1.085 eren unipersonals (406 homes vivint sols i 679 dones vivint soles), 1.084 parelles sense fills, 1.211 parelles amb fills i 350 famílies monoparentals amb fills.
La població ha evolucionat segons el següent gràfic:
Habitants censats

### Habitatges
El 2007 hi havia 4.124 habitatges, 3.849 eren l'habitatge principal de la família, 46 eren segones residències i 229 estaven desocupats. 3.220 eren cases i 853 eren apartaments. Dels 3.849 habitatges principals, 2.362 estaven ocupats pels seus propietaris, 1.397 estaven llogats i ocupats pels llogaters i 90 estaven cedits a títol gratuït; 85 tenien una cambra, 210 en tenien dues, 504 en tenien tres, 966 en tenien quatre i 2.083 en tenien cinc o més. 2.638 habitatges disposaven pel capbaix d'una plaça de pàrquing. A 1.965 habitatges hi havia un automòbil i a 1.163 n'hi havia dos o més.

### Piràmide de població
La piràmide de població per edats i sexe el 2009 era:
| Homes | Edats   | Dones |
| ----- | ------- | ----- |
| 1     | 95 o +  | 17    |
| 9     | 90 a 94 | 53    |
| 42    | 85 a 89 | 139   |
| 50    | 80 a 84 | 93    |
| 132   | 75 a 79 | 170   |
| 219   | 70 a 74 | 280   |
| 213   | 65 a 69 | 325   |
| 199   | 60 a 64 | 278   |
| 149   | 55 a 59 | 172   |
| 297   | 50 a 54 | 283   |
| 286   | 45 a 49 | 317   |
| 332   | 40 a 44 | 330   |
| 377   | 35 a 39 | 357   |
| 360   | 30 a 34 | 331   |
| 360   | 25 a 29 | 357   |
| 304   | 20 a 24 | 283   |
| 348   | 15 a 19 | 370   |
| 353   | 10 a 14 | 314   |
| 331   | 5 a 9   | 323   |
| 266   | 0 a 4   | 225   |

## Economia
El 2007 la població en edat de treballar era de 6.046 persones, 4.085 eren actives i 1.961 eren inactives. De les 4.085 persones actives 3.466 estaven ocupades (1.968 homes i 1.498 dones) i 620 estaven aturades (271 homes i 349 dones). De les 1.961 persones inactives 425 estaven jubilades, 681 estaven estudiant i 855 estaven classificades com a «altres inactius».

### Ingressos
El 2009 a Aire-sur-la-Lys hi havia 3.968 unitats fiscals que integraven 9.681,5 persones, la mediana anual d'ingressos fiscals per persona era de 15.214 €.

### Activitats econòmiques
Dels 516 establiments que hi havia el 2007, 4 eren d'empreses extractives, 20 d'empreses alimentàries, 14 d'empreses de fabricació d'altres productes industrials, 42 d'empreses de construcció, 158 d'empreses de comerç i reparació d'automòbils, 7 d'empreses de transport, 38 d'empreses d'hostatgeria i restauració, 8 d'empreses d'informació i comunicació, 30 d'empreses financeres, 38 d'empreses immobiliàries, 46 d'empreses de serveis, 63 d'entitats de l'administració pública i 48 d'empreses classificades com a «altres activitats de serveis».
Dels 111 establiments de servei als particulars que hi havia el 2009, 1 era una oficina d'administració d'Hisenda pública, 1 gendarmeria, 1 oficina de correu, 7 oficines bancàries, 2 funeràries, 12 tallers de reparació d'automòbils i de material agrícola, 1 taller d'inspecció tècnica de vehicles, 4 autoescoles, 3 paletes, 4 guixaires pintors, 5 fusteries, 6 lampisteries, 10 electricistes, 5 empreses de construcció, 19 perruqueries, 2 veterinaris, 13 restaurants, 6 agències immobiliàries, 2 tintoreries i 7 salons de bellesa.
Dels 79 establiments comercials que hi havia el 2009, 1 era, 4 supermercats, 1 un supermercat, 1 una gran superfície de material de bricolatge, 2 botiges de menys de 120 m², 9 fleques, 6 carnisseries, 1 una carnisseria, 2 peixateries, 3 llibreries, 24 botigues de roba, 2 botigues d'equipament de la llar, 4 sabateries, 4 botigues d'electrodomèstics, 2 botigues de mobles, 1 una botiga de mobles, 1 un drogueria, 4 joieries i 7 floristeries.
L'any 2000 a Aire-sur-la-Lys hi havia 58 explotacions agrícoles que ocupaven un total de 1.656 hectàrees.

## Cultura local i patrimoni

### Gastronomia
La gastronomia d'Aire-sud-la-Lys és especialment coneguda per l'andouille, embotit realitzat durant segles pels carnissers de la ciutat. Aquest menjar es compon d'un 80% de carn de porc magra, a la qual se li afegeix greix de la panxa del porc, catxalot, sàlvia, i espècies. Es consumeix cru o bullit en l'estofat Airoise, que és una sopa feta amb xoriço i verdures. L'andouille té un festival propi.
Una altra especialitat menys coneguda dels Airoise és la mastelle, que és una galeta feta amb pols d'ametles, sucre moreno, i flors de color taronja. Va ser creada a finals del segle xviii per un home anomenat Cyril Faes, i continua sent venuda pels forners de la ciutat.

## Equipaments sanitaris i escolars
El 2009 hi havia 1 hospital de tractaments de curta durada, 1 un hospital de tractaments de llarga durada, 4 farmàcies i 3 ambulàncies.
El 2009 hi havia 2 escoles maternals i 5 escoles elementals. A Aire-sur-la-Lys hi havia 2 col·legis d'educació secundària i 1 liceu d'ensenyament general. Als col·legis d'educació secundària hi havia 1.490 alumnes i als liceus d'ensenyament general 1.019.

## Fills il·lustres
- Charles Joseph Vervoitte (1822-1886), mestre de capella i compositor.

## Poblacions més properes
El següent diagrama mostra les poblacions més properes.